# Charidotella steinhauseni
Charidotella steinhauseni es una especie de  coleóptero de la familia Chrysomelidae.
Fue descrita científicamente en 1989 por Borowiec.